# Liste der Naturdenkmale in der Region Hannover
Die Liste der Naturdenkmale in der Region Hannover nennt die Listen der Naturdenkmale in der Region Hannover in Niedersachsen.
Ende 2016 gab es in der Region Hannover 207 Naturdenkmale im Zuständigkeitsbereich der unteren Naturschutzbehörden.
| Kommune                | Liste der Naturdenkmale                               | Anzahl |
| ---------------------- | ----------------------------------------------------- | ------ |
| Barsinghausen          | Liste der Naturdenkmale in Barsinghausen              | 15     |
| Burgdorf               | Liste der Naturdenkmale in Burgdorf (Region Hannover) | 06     |
| Burgwedel              | Liste der Naturdenkmale in Burgwedel                  | 04     |
| Garbsen                | Liste der Naturdenkmale in Garbsen                    | 07     |
| Gehrden                | Liste der Naturdenkmale in Gehrden                    | 14     |
| Hannover               | Liste der Naturdenkmale in Hannover                   | 30     |
| Hemmingen              | Liste der Naturdenkmale in Hemmingen (Niedersachsen)  | 04     |
| Isernhagen             | Liste der Naturdenkmale in Isernhagen                 | 07     |
| Laatzen                | Liste der Naturdenkmale in Laatzen                    | 05     |
| Langenhagen            | Liste der Naturdenkmale in Langenhagen                | 11     |
| Lehrte                 | Liste der Naturdenkmale in Lehrte                     | 11     |
| Neustadt am Rübenberge | Liste der Naturdenkmale in Neustadt am Rübenberge     | 26     |
| Pattensen              | Liste der Naturdenkmale in Pattensen                  | 03     |
| Ronnenberg             | Liste der Naturdenkmale in Ronnenberg                 | 04     |
| Seelze                 | Liste der Naturdenkmale in Seelze                     | 10     |
| Sehnde                 | Liste der Naturdenkmale in Sehnde                     | 09     |
| Springe                | Liste der Naturdenkmale in Springe                    | 08     |
| Uetze                  | Liste der Naturdenkmale in Uetze                      | 05     |
| Wedemark               | Liste der Naturdenkmale in Wedemark                   | 13     |
| Wennigsen              | Liste der Naturdenkmale in Wennigsen (Deister)        | 11     |
| Wunstorf               | Liste der Naturdenkmale in Wunstorf                   | 04     |

In Garbsen, Hemmingen, Laatzen, Langenhagen, Ronnenberg, Seelze und Wunstorf haben die Städte die Aufgabe der unteren Naturschutzbehörde übernommen. Für die Naturdenkmale in den übrigen Kommunen ist die Region Hannover zuständig.